# KoPub
KoPub는 한국출판인회의(KOPUS)에서 배포하는 전자책용 서체로, 전자책 제작 및 전자출판 유통시장 활성화를 지원하기 위해 만들어졌다. 서체의 지적재산권은 문화체육관광부와 한국출판인회의가 소유하고 있으며, 사용을 허락받은 출판사, 전자출판 기업 및 단체 또는 개인을 포함한 모든 사용자에게 약관에 따라 무료로 제공된다.

## 정보
2011년 12월 26일부터 배포가 시작되었다. 문화체육관광부에서 2억 원을 지원하여 서체 전문회사 폰트릭스가 10개월간 작업해서 만들어졌으며, '한국의 출판 서체(Korean Publishing)'라는 뜻에서 KoPub서체라고 지었다. KoPub서체는 유니코드 기반으로 1만1172자를 지원한다. 영문 94자, KS심벌 986자, KS한자 4,888자로 구성되었으며, 조합형 글꼴까지 모두 지원한다. 출판인회의는 "지금까지 전자책에 사용된 한글 서체는 2,350자 수준으로 한글로 구현 가능한 모든 글자를 표현할 수 있도록 유니코드에 할당된 총 11,172자에 못 미치는 상황이었다"며 "이로 인해 출판사들이 기존의 종이책을 전자책으로 변환, 제작하거나 새로 전자책을 제작하는 경우에 상당한 어려움을 겪었다"고 전했다. 서체 개발로 인해 서체업체들과의 저작권 사용료 분쟁도 다소 풀릴 것이라는 전망이 출판업계에서 나왔다.

## 종류
2019년에 새로 출시된 다국어를 지원하는 'KoPub Wolrd'와 기존 서체 완성도를 높인 'KoPub 2.0'이 있다.

### KoPub돋움체
고딕체의 글꼴이다. 굵기에 따라 Light, Medium, Bold 3가지로 구분된다.

### KoPub바탕체
명조체의 글꼴이다. 굵기에 따라 Light, Medium, Bold 3가지로 구분된다.